# Thestor kaplani
The Kaplan's Thestor (Thestor kaplani) là một loài bướm ngày thuộc họ Bướm xanh. Đây là loài đặc hữu của Nam Phi, ở đó nó is only known from Fynbos on the slopes of the Riviersonderend Mountains above Greytown in the West Cape.
Sải cánh dài 26–28 mm đối với con đực và 27–29 mm đối với con cái. Con trưởng thành bay từ tháng 12 đến tháng 1. Có một lức một năm.